# مقاطعة غريغ (تكساس)
مقاطعة غريغ (بالإنجليزية: Gregg  County)‏ هي إحدى المقاطعات في ولاية تكساس، الولايات المتحدة الأمريكية.

## أعلام
- بادي همفري
- بوب كامب